# Оріон (присілок)
Оріон (рос. Орион) — присілок в Жуковському районі Калузької області Російської Федерації.
Населення становить 16 осіб. Входить до складу муніципального утворення Присілок Чубарово.

## Історія
Від 2004 року входить до складу муніципального утворення Присілок Чубарово

## Населення
| 2010 |
| ---- |
| 16   |